# Stefka Yordanova
Stefka Yordanova, née le 9 janvier 1947 à Bourgas et morte le 16 janvier 2011 dans la même ville, est une athlète bulgare spécialiste du 400 et du 800 mètres.
Elle participe aux Championnats d'Europe en salle de 1971 et se classe troisième du relais 4 × 400 mètres au sein de l'équipe de Bulgarie. En 1973, lors des Championnats d'Europe en salle de Rotterdam, Stefka Yordanova s'adjuge le titre continental du 800 mètres dans le temps de 2 min 02 s 65,.
Elle remporte le titre de championne de Bulgarie du 400 mètres en 1970.
Elle meurt le 16 janvier 2011 à Bourgas.

## Palmarès
| Date | Compétition                    | Lieu      | Résultat | Épreuve   |
| ---- | ------------------------------ | --------- | -------- | --------- |
| 1971 | Championnats d'Europe en salle | Sofia     | 3e       | 4 × 400 m |
| 1973 | Championnats d'Europe en salle | Rotterdam | 1er      | 800 m     |